# Paysage côtier de Vest-Vikna
Le paysage côtier de Vest-Vikna  est un site ramsar norvégien composé d'une dizaine de domaines dans la commune de Nærøysund dans le Trøndelag. Le site ramsar  a été créé en 2013.
L'archipel à l'ouest de Vikna se compose à la fois grandes et petites îles, avec des eaux peu profondes autour, des rochers, des grèves et de petites baies. Le pays est caractérisé par des brandes côtières avec des marais. La plus haute des îles s'élève à 109 m. La superficie du site est de 135,9 km2.
Ces lieux sont une zone de nidification et de repos pour des tels que guillemots, macareux moine et mouette tridactyle. La faune comprend phoque gris et phoque commun, tandis que loutres et fausses orques s'y reproduisent dans une certaine mesure.
Les dix domaines sont les suivants:
- Réserve naturelle et de conservation de la faune de Borgan og Frelsøy
- Réserve naturelle de Fruflesa
- Réserve naturelle et de conservation de la faune de Kvaløy og Raudøy
- Réserve naturelle de Nordøyan
- Réserve naturelle de Sørøyan
- Zone de protection du biotope de Sklinnaflesin
- Zone de protection du biotope de Tronflesa
- Zone de protection du biotope d'Ytre Brosmflesa